# Isländische Badmintonmeisterschaft 1965
Die Isländische Badmintonmeisterschaft 1965 fand in Reykjavík statt. Es war die 17. Auflage der nationalen Titelkämpfe von Island im Badminton.

## Titelträger
| Disziplin    | Sieger                                          |
| ------------ | ----------------------------------------------- |
| Herreneinzel | Óskar Guðmundsson                               |
| Dameneinzel  | nicht ausgetragen                               |
| Herrendoppel | Óskar Guðmundsson Rafn Viggósson                |
| Damendoppel  | Hulda Guðmundsdóttir Jónína Nieljóhníusardóttir |
| Mixed        | Lárus Guðmundsson Jónína Nieljóhníusardóttir    |